# Erzgebirgskrimi – Familienband
Familienband ist ein deutscher Fernsehfilm von Thorsten M. Schmidt aus dem Jahr 2023. Es handelt sich um die achte Episode der ZDF-Kriminalfilmreihe Erzgebirgskrimi mit Kai Scheve als Robert Winkler, Lara Mandoki als Karina Szabo und Teresa Weißbach als Saskia Bergelt in den Hauptrollen. Der Film wurde am 4. November 2023 in der ZDF-Mediathek veröffentlicht und am 11. November im ZDF zum ersten Mal ausgestrahlt.

## Handlung
Corinna Ott meldet ihre 16-jährige Tochter Mia bei der Polizei in Chemnitz als vermisst, und Hauptkommissar Robert Winkler und Kommissarin Karina Szabo beginnen mit der Suche. Zeitgleich findet die Försterin Saskia Bergelt in einem alten Bergwerksstollen im Wald ein verlassenes Neugeborenes mit schwarzer Hautfarbe. Sie überlegt zunächst, das Baby als Pflegekind anzunehmen. Es stellt sich heraus, dass die Vermisste die Mutter des kleinen Mädchens ist. Mias Eltern und Freunde haben nichts von ihrer Schwangerschaft bemerkt. Mias Vater Frank Ott betreibt mit Mühen eine Stellmacherei. Sein Bruder Ralph Ott, der im örtlichen Gemeinderat sitzt, äußert sich fremdenfeindlich und verweist auf das im Ort unbeliebte Flüchtlingsheim.
Szabo findet an einem Seeufer Mias Leiche; sie wurde mit einem scharfkantigen Gegenstand getötet. Winkler vermutet richtigerweise, dass ihr Zwillingsbruder Moritz von der Schwangerschaft gewusst hatte. Dieser benennt Ado, einen jungen Flüchtling mit schwarzer Hautfarbe aus Burundi (ein umA, unbegleiteter minderjähriger Ausländer), der in der Nähe in einer Pflegefamilie lebt, als den Kindsvater. Der Onkel verdächtigt den „Bimbo aus dem Asylantenheim“, der Mörder zu sein, gerät aber selbst in Verdacht, als bekannt wird, dass er das junge Paar bedroht und gefordert hatte, die Beziehung zu beenden. Ado bestreitet die Tat. Aus Angst, das Kind nicht behalten zu dürfen und dass er abgeschoben würde, habe sich das Paar für eine heimliche Geburt entschieden. Sie hatten geplant, sich bis zu ihrer Volljährigkeit zusammen in Tschechien zu verstecken.
Ralph und Corinna Ott tauchen inmitten eines bedrohlichen, fackeltragenden Mobs vor Ados Haus auf, um ihn zur Rede zu stellen. Die Försterin kann mit ihm durch die Hintertür fliehen und nimmt ihn mit zu sich nach Hause. – Die Kommissare suchen nach der Mordwaffe. Der Verdacht Richtung Ralph, aber auch Richtung Ado erhärtet sich. – Ralph entführt Ado gewaltsam aus der Obhut des Altförsters Georg Bergelt und fährt ihn gefesselt zu seinem Bruder. Er erzählt den entsetzten Otts, ihr Sohn Moritz sei der Täter. Der Onkel habe die ganze Zeit versucht, die Tat zu verdecken, indem er Ado als den Mörder hinstellte. Dieser müsse nun „verschwinden“, damit niemand die Lüge entdeckt. Ralph beschwört den Zusammenhalt der Familie, und schließlich bringen die Brüder Ado zu einem Bergwerksschacht, um ihn hineinzuwerfen. Doch bevor ein weiteres Verbrechen geschehen kann, geraten die Brüder darüber und über alte Familienangelegenheiten in Streit. Frank Ott lässt Ado schließlich laufen.
Winkler hat die Tatwaffe gefunden, eines von Moritz’ Schnitzwerkzeugen, mit Ralphs Handabdrücken darauf. Als die Kommissare die Familie Ott damit konfrontieren, gesteht Ralph überraschend die Tat. Mia habe ihn wegen eines Sexvideos erpresst und er sei deswegen ausgerastet; die Werkzeuge habe er zufällig dabei gehabt, von seinem Neffen geliehen. Winkler hat jedoch eine weitere Vermutung und verwickelt Moritz in ein Gespräch. Dieser erzählt schließlich, für Mia habe plötzlich nur noch Ado und das Baby gezählt, und nicht mehr die gemeinsamen Zukunftsträume der Geschwister, so wie früher. Da sei er wütend geworden und habe mit dem Schabhobel zugeschlagen. Er, seine Eltern und sein Onkel, der sich für den Neffen hatte opfern wollen, werden verhaftet – die gesamte Familie.
Winkler und die Försterin finden Gelegenheit für eine weitere romantische Annäherung.

## Hintergrund
Der Film wurde vom 21. April 2022 bis 20. Mai 2022 an Schauplätzen in Lößnitz, Zschocken, Erlabrunn und Umgebung gedreht. Das Krankenhaus, in welches das Baby gebracht wird, findet sich in den Kliniken Erlabrunn. Ein weiterer Drehort war Schwarzenberg/Erzgeb.

## Rezeption

### Kritik
„Erzgebirgskrimi: Familienband versucht sich an dem Reizthema Flüchtlinge bzw. Fremdenfeindlichkeit, hat dazu aber nicht viel mehr als plumpe Klischees beizutragen. Das ist gut gemeint, aber nicht gut gemacht. Als Krimi ist der Film sowieso nicht empfehlenswert, dafür ist das Ergebnis zu willkürlich.“

Bei Quotenmeter.de findet Oliver Alexander, nur Götz Schubert könne glänzen als „bürgerlicher Dorfnazi“. Die aus „dramaturgischer Sicht explosive Ausgangslage“ mit einer minderjährigen Mutter und einem schwarzen Baby werde im Folgenden klischeehaft und vorhersehbar fortentwickelt, die Figuren blieben oberflächlich und ihre Handlungen erschienen stellenweise „seltsam und befremdlich“; die Dialoge wirkten hölzern und unglaubwürdig.
Bei Prisma lobt Hans Czerny den Film trotz der „Schwarzweiß-Schablonen“, da er nicht wie andere Folgen der Reihe „weihnachtliche Handwerkskunst und Erzgebirgsbräuche“ in den Fokus rückt, sondern das aktuelle, gesellschaftspolitische Thema Fremdenfeindlichkeit. Fehlende Spannung werde durch den „ruhigen, düsteren Gang dieses Erzgebirgsmärchens“ aufgewogen.

### Einschaltquote
Bei der Erstausstrahlung von Erzgebirgskrimi – Familienband am 11. November 2023 verfolgten in Deutschland insgesamt 6,90 Millionen Zuschauer die Filmhandlung, was einem Marktanteil von 26,4 Prozent für das Zweite Deutsche Fernsehen entsprach. In der als Hauptzielgruppe für Fernsehwerbung deklarierten Altersgruppe von 14–49 Jahren erreichte Erzgebirgskrimi – Familienband 0,48 Millionen Zuschauer und damit einen Marktanteil von 9,4 Prozent in dieser Altersgruppe.